# Васильевская волость (Богородский уезд)
Васильевская волость — волость в составе Богородского уезда Московской губернии. Существовала до 1929 года. Центром волости сначала было сельцо Васильево, затем станция Кудиново, а с 1926 года — деревня Большое Васильево.
В состав волости вошли селения Бабеево, Белая, Бисерово, Булгаково, Васильево, Вишняково, Горки, Демидово, Дятловка, Есино, Зюзино, Исаково, Каменка, Копнино, Кудиново, Кутузово, Марьино, Милет, Новая, Новое, Обираловка, Пестово, Полтево, Полушкино, Пуршево, Романово, Русавкино, Саввино, Сафоново, Соболиха, Соколово-Быково, Черепково, Чёрная и Щемилово.
По данным 1919 года в Васильевской волости было 18 сельсоветов: Бабеевский, Бисеровский, Васильевский, Вишняковский, Дятловский, Есинский, Зюзинский (селения Зюзино, Копнино и Полушкино, Опытное Поле), Исаковский, Каменский, Кудиновский, Марьинский, Милетский, Ново-Деревенский, Полтевский, Саввинский, Сафоновский, Соболихинский (селения Соболиха и Пуршево) и Черновский.
В 1923 году из части Соболихинского с/с был образован Пуршевский (селение Пуршево) с/с, из части Зюзинского — Копнинский (селения Копнино и Полушкино, Опытное Поле), из части Милетского — Русавкино-Поповщинский, из части Саввинского — Обираловский. Ново-Деревенский с/с переименовали в Новый.
В 1924 году Русавкино-Поповщинский с/с был переименован в Русавкинский. 21 апреля 1924 года к Васильевской волости была присоединена западная часть упразднённой Шаловской волости.
В 1925 году Милетский с/с был переименован в Ново-Милетский, Русавкинский — в Русавкино-Поповщинский. Из части Кудиновского с/с был образован Белинский с/с, из части Васильевского — Купавинский. Были созданы Колонтаевский, Кутузовский, Михневский, Русавкино-Романовский, Тимоховский и Шульгинский с/с. Был упразднён Пуршевский с/с.
В 1926 году был образован Пуршевский с/с. К Кудиновскому с/с был присоединён Белинский с/с.
В 1926 году селения в состав сельсоветов: Бабеево (Бабеевский сельсовет), Бисерово (Бисеровский сельсовет), Большое Васильево, Малое Васильево (Васильевский сельсовет), Вишняково (Вишняковский сельсовет), Дятловка (Дятловский сельсовет), Демидово, Есино (Есинский сельсовет), Зюзино (Зюзинский сельсовет), Исаково (Исаковский сельсовет), Каменка (Каменский сельсовет), Кашино, Колонтаево (Колонтаевский сельсовет), Копнино, Полушкино (Копнинский сельсовет), Белая, Булгаково, Кудиново, Черепково (Кудиновский сельсовет), Кутузово, Михалево (Кутузовский сельсовет), Марьино-1, Марьино-2, Соколово (Марьинский сельсовет), Михнево, Новая Купавна, Родинки, Чудинки (Михневский сельсовет), Старый Милет, Новый Милет (Новомилетский сельсовет), Новая (Новский сельсовет), Сергеевка (Обираловский сельсовет), Полтево (Полтевский сельсовет), Пуршево (Пуршевский сельсовет), Русавкино-Поповщино (Русавкино-Поповщинский сельсовет), Русавкино-Романово (Русавкино-Романовский сельсовет), Саввино (Саввинский сельсовет), Сафоново (Сафоновский сельсовет), Соболиха (Соболихинский сельсовет), Алексеевка, Нестерово, Тимохово (Тимоховский сельсовет), Пестово, Чёрная (Черновский сельсовет), Меленки, Шульгино (Шульгинский сельсовет), посёлки городского типа Купавна и Обираловка.
14 января 1929 года Московская губерния была упразднена и Богородский уезд был включён в Центрально-Промышленную область.
В ходе реформы административно-территориального деления СССР 12 июля 1929 года Васильевская волость была упразднена. При этом рабочий посёлок Савино; дачные посёлки Вишняково и Обираловка, Дятловский, Зюзинский (при этом он был упразднён и был присоединён к Копнинскому сельсовету), Копнинский, Новомилетский, Новский, Полтевский, Пуршевский (при этом он был объединён с Соболихинским сельсоветом в Соболихо-Пуршевский сельсовет), Русавкино-Поповщинский (при этом он был упразднён и был присоединён к Новомилетскому сельсовету), Русавкино-Романовский (при этом он был упразднён и был присоединён к Новомилетскому сельсовету), Саввинский, Соболихинский (при этом он был объединён с Пуршевским сельсоветом в Соболихо-Пуршевский сельсовет) и Черновский сельсоветы были переданы в Реутовский район, Бабеевский (при этом он был упразднён, а его территория передана в Стёпановский сельсовет), Бисеровский, Васильевский, Вишняковский, Есинский, Исаковский, Каменский, Колонтаевский, Кудиновский, Купавинский, Кутузовский, Марьинский (он был упразднён, селение Марьино-1 было передано в Каменский сельсовет, а Марьино-2 — в Колонтаевский сельсовет), Михневский, Сафроновский, Тимоховский и Шульгинский (он был упразднён, а его территория передана в Колонтаевский сельсовет) с/с — в Богородский район.